# Netlight Consulting
Netlight Consulting ist ein schwedisches IT-Unternehmen mit elf Standorten in Nord- und Mitteleuropa. Der Fokus liegt auf Beratungsleistungen in der technischen Umsetzung und im IT-Management. Aufbauend auf „self-directed teams“ arbeitet Netlight ohne hierarchische Zwischenebenen.

## Geschichte
Die Firma Netlight wurde von Henrik Sidebäck, Jonas Hovmark, Anders Larsson, Lars-Olof-Elfversson, Erik Ygberg und Kristoffer Nilsson am 4. Oktober 1999 in Stockholm gegründet.
2011 ist die deutsche Tochterfirma Netlight Consulting GmbH in München eröffnet worden. Dabei waren Felix Sprick und Erik Ringertz maßgeblich beteiligt. Heute ist Netlight in weiten Teilen Europas vertreten.
Im Jahr 2021 wurden 10 % des Unternehmens von Neqst übernommen. Netlight wurde gleichzeitig mit 5,5 Milliarden Kronen bewertet.
| Unternehmen              | Ort               | Gründungsjahr | Mitarbeiteranzahl (Stand Dezember 2022) |
| ------------------------ | ----------------- | ------------- | --------------------------------------- |
| Netlight Consulting AB   |                   |               |                                         |
|                          | Stockholm         | 1999          | 848                                     |
| Netlight AS              |                   |               |                                         |
|                          | Oslo              | 2008          | 164                                     |
| Netlight Consulting GmbH |                   |               |                                         |
|                          | München           | 2011          | 397                                     |
|                          | Hamburg           | 2014          | 165                                     |
|                          | Berlin            | 2014          | 130                                     |
|                          | Frankfurt am Main | 2019          | 20                                      |
|                          | Köln              | 2022          | 10                                      |
| Netlight Consulting Oy   |                   |               |                                         |
|                          | Helsinki          | 2013          | 124                                     |
| Netlight Consulting AG   |                   |               |                                         |
|                          | Zürich            | 2016          | 54                                      |
| Netlight Consulting ApS  |                   |               |                                         |
|                          | Kopenhagen        | 2017          | 75                                      |
| Netlight Consulting B.V. |                   |               |                                         |
|                          | Amsterdam         | 2021          | 13                                      |